# Fabio Parra
Fabio Enrique Parra Pinto (nascido em 22 de novembro de 1959) é um ex-ciclista de estrada colombiano. Profissional de 1985 a 1992, tem três vitórias de etapa na Vuelta a España, dois no Tour de France e um título nacional.[carece de fontes?]